# Armin Wittstein
Armin Arthur Eginhard Wittstein (* 13. Juli 1846 in München; † 1906) war ein deutscher Astronom, Professor und Teilnehmer der bedeutenden wissenschaftlichen Expedition nach dem subantarktischen Kerguelen-Archipel im südlichen Indischen Ozean (1874).

## Leben und Wirken
Wittstein war ein Sohn des angesehenen Münchner Botanikers und Pharmazeuten Georg Christian Wittstein (1810–1887). Nach seinem Studium in München, Berlin und Leipzig promovierte Armin Wittstein zum Dr. phil. im Jahr 1871 in Erlangen.
Wittstein war langjähriges Mitglied der Astronomischen Gesellschaft und Verfasser einer Vielzahl von Publikationen vor allem zur arabischen Astronomie.
Wittstein war als Astronom der einzige bayerische Teilnehmer der „Kerguelen-Expedition“ im Rahmen der „Deutschen Reichsexpedition“ zur Beobachtung des Venusübergangs im Indischen Ozean am 9. Dezember 1874. Diese Expedition wurde seinerzeit als überaus wichtig erachtet und zielte vor allem durch ein präzises Vermessen der äußerst selten zu beobachtenden Venus-Durchgänge auf ein Bestimmen der Distanz zwischen Erde und Sonne. Venus-Durchgänge sind in einem Zeitraum von 140 Jahren von der Erde aus nur zweimal zu sehen.
Im Laufe der Expedition, die mit dem Schiff „SMS Gazelle“ durchgeführt wurde, erwarb Wittstein eine Reihe von ethnographischen Objekten, etwa aus der Kongo-Region, von den Kapverdischen Inseln oder von den Kru aus Liberia. Insgesamt 19 davon übergab er im Jahr 1875 an Hermann von Schlagintweit und die Königliche Bayerische Akademie der Wissenschaften, von wo aus die Sammlung an die Königlich Ethnographische Sammlung (heute Museum Fünf Kontinente) weitergeleitet wurde.
1876 war Wittstein in Hamburg als Assistent der Seewarte tätig. Ab 1877 soll er als Privatmann in München-Schwabing gelebt haben.

## Schriften (Auswahl)
- Über conforme Karten-Projectionen. In: Astronomische Nachrichten. Band 71, Heft 24, 1868, S. 369.
- Geschichte des Malfatti'schen Problems. 1871, Nachdruck: Hansebooks GmbH, Norderstedt 2017.
- Über einige aus dem Arabischen entlehnte Sternnamen. In: Zeitschrift für Mathematik und Physik. Band 29, 1884, S. 169–174.
- Bemerkungen zu einer Stelle im Almagest. In: Zeitschrift für Mathematik und Physik. Band 32, 1887, S. 201–208; Nachdruck: Arabische Instrumente in orientalistischen Studien. 2. Astronomische Instrumente. Publikationen 1858–1892. Hrsg. Fuat Sezgin. Frankfurt: IGAIW, 1991. S. 339–347. [Über einen ägyptisch-arabischen Himmelsglobus von 622 H.]
- Ein Beispiel zum Theodor von Oppolzer'schen „Kanon der Finsternisse“. K. F. Koehler, Leipzig 1888.
- Historische Miscellen. 1. In: Zeitschrift für Mathematik und Physik. Band 33, 1888, S. 96–97. [Über den Kompass bei den Arabern im 12. Jh.]
- Historisch-astronomische Fragmente aus der orientalischen Literatur. In: Zeitschrift für Mathematik und Physik. Suppl. 37, 1892, S. 90–118; Nachdruck: Arabische Instrumente in orientalistischen Studien. 2. Astronomische Instrumente. Publikationen 1858–1892. Hrsg. Fuat Sezgin. Frankfurt: IGAIW, 1991. S. 393–422.
- Über die Wasseruhr und das Astrolabium des Arzachel. In: Zeitschrift für Mathematik und Physik. Band 39, 1894, S. 41–55, 81–94; Nachdruck: Arabische Instrumente in orientalistischen Studien. 3. Astronomische Instrumente. Publikationen 1893–1917. Hrsg. Fuat Sezgin. Frankfurt: IGAIW, 1991. S. 141–169.
- Aus Manuscripten und einer früheren Publikation. In: Zeitschrift für Mathematik und Physik. Hist.-literar. Abt. 40, 1895, S. 121–125; Nachdruck: Arabische Instrumente in orientalistischen Studien. 3. Astronomische Instrumente. Publikationen 1893–1917. Hrsg. Fuat Sezgin. Frankfurt: IGAIW, 1991. S. 176–180. [U. a. über arabische astronomische Tafeln.]
- Historische Miczellen. 2. In: Zeitschrift für Mathematik und Physik. Hist.-literar. Abt. 40, 1895, S. 1–6; Nachdruck: Arabische Instrumente in orientalistischen Studien. 3. Astronomische Instrumente. Publikationen 1893–1917. Hrsg. Fuat Sezgin. Frankfurt: IGAIW, 1991. S. 170–175. [Über einen arabischen Himmelsglobus aus dem 13. Jh.; über die Entdeckung der dritten Mondungleichheit [Variation]; über ʻUmar Ḫayyām.
- Die von Ibn Junis in Kairo beobachteten Mond- und Sonnenfinsternisse. Nach Theodor von Oppolzer’s „Kanon der Finsternisse“ berechnet. In: Zeitschrift der Deutschen Morgenländischen Gesellschaft. Band 61, 1907, S. 422–424.